# Маноза
Маноза је шећер мономер хексозне серије угљених хидрата.
Маноза улази у ток метаболизма угљених хидрата фосфорилацијом и конверзијом у фруктозу-6-фосфат.
Маноза се може добити оксидацијом манитола. Корен обе ове речи је мана, што је у Библији храна коју је Бог дао Израелитима током њиховог путовања на Синајском полуострву. Мана је слатки секрет неколико врста дрвеђа и жбунова, као што је fraxinus ornus. 
За D-манозу, која се појављује у одређеном воћу, као што су благовњаче , је показано да спречава лепљење бактерија за ткива уринарног тракта и бешике. Међутим, није утврђена количина и концентрација сока од благовњаче, као ни дужина конзумације, неопходна да се спрече инфекције уринарног тракта. У најбољем случају, може се сматрати да сок од благовњача има минималан ефекат, али је неопходно да се сакупи још научних података.. 